# Leszek Chwat
Leszek Chwat (ur. 24 września 1957 w Szczecinie) – polski polityk, urzędnik samorządowy, poseł na Sejm II kadencji.

## Życiorys
Studia rozpoczął w Poznaniu, brał udział w wykładach Uniwersytetu Latającego. Został relegowany z uczelni, po porozumieniach sierpniowych przyjęto go na studia w Szczecinie, gdzie współtworzył struktury Niezależnego Zrzeszenia Studentów.
W 1982 został absolwentem Wydziału Matematyczno-Przyrodniczego Wyższej Szkoły Pedagogicznej. Zajmował się m.in. handlem, po odtworzeniu samorządu terytorialnego został w 1990 wybrany radnym gminy Cedynia, a następnie w tym samym roku powołany na urząd burmistrza tego miasta. Współtworzył Unię Miasteczek Polskich, pełnił funkcję prezesa tej organizacji.
W wyborach parlamentarnych w 1993 uzyskał mandat posła na Sejm II kadencji z ramienia Unii Demokratycznej w okręgu szczecińskim. Należał następnie do Unii Wolności, z której odszedł w 1996. Był później członkiem Koła Konserwatywno-Ludowego, nie ubiegał się o reelekcję.
Od listopada 2002 do lutego 2004 zajmował stanowisko wiceprezydenta Szczecina jako zastępca Mariana Jurczyka. Podjął pracę w Najwyższej Izbie Kontroli.
W 2009 związał się z Ruchem Obywatelskim „Polska XXI” (istniejącym do 2010).